# به هندوستان قسم
«به هندوستان قسم» (انگلیسی: The Oath of Hindustan) یک فیلم هندی است که در سال ۱۹۷۳ منتشر شد. از بازیگران آن می‌توان به امجد خان، راج کومار، و آمریش پاری اشاره کرد.